# Albert Post
Albert Johannes Post (11 november 1934) is een Nederlands voormalig voetballer die als middenvelder voor AFC Ajax speelde.

## Carrière
Albert Post speelde één Eredivisiewedstrijd in het eerste elftal van AFC Ajax, op 24 februari 1957. In deze met 1-0 gewonnen thuiswedstrijd tegen Rapid JC kwam hij na de rust in het veld voor Rinus Michels. Later speelde hij nog voor HVV 't Gooi en voor reserve-elftallen van Ajax, zoals het vierde en zesde elftal.